# Нобелевские лауреаты из Ирландии
Но́белевская пре́мия (швед. Nobelpriset, англ. Nobel Prize) — престижная международная премия, ежегодно присуждаемая людям за выдающиеся научные исследования, революционные изобретения или крупный вклад в культуру, или развитие общества в областях химии, физики, физиологии и медицины, экономики, литературы и мира. Каждый нобелевский лауреат получает золотую медаль, диплом и денежную сумму, ежегодно определяемую Фондом Альфреда Нобеля.
Нобелевские премии присуждают четыре учреждения: Шведская королевская академия наук (химия, физика и экономика), Шведская академия (литература), Нобелевская ассамблея Королевского института (физиология и медицина) и Норвежский Нобелевский комитет (премия мира). Каждый год соответствующие Нобелевские комитеты рассылают индивидуальные приглашения тысячам учёных, академиков и профессоров университетов из разных стран с просьбой выдвинуть кандидатов на получение Нобелевских премий на следующий год. Кандидаты отбираются таким образом, чтобы в числе номинантов было представлено как можно больше стран и университетов. Нобелевские премии, за исключением премии мира, вручаются в Стокгольме (Швеция) на ежегодной церемонии вручения премий в годовщину смерти Нобеля — 10 декабря. Церемония вручения премий в Швеции проходит в Стокгольмском концертном зале, а сразу после неё в Стокгольмской ратуше проводят Нобелевский банкет. Ранее церемония вручения Нобелевской премии мира проводилась в Норвежском Нобелевском институте (1905—1946) и в актовом зале университета города Осло (1947—1989), а с 1990 года по настоящее время проводится в столичной городской ратуше. Кульминацией церемонии вручения Нобелевской премии в Стокгольме становится момент, когда каждый лауреат выходит вперёд и получает премию из рук короля Швеции. В Осло председатель Норвежского Нобелевского комитета вручает Нобелевскую премию мира в присутствии короля Норвегии и норвежской королевской семьи.
Премия впервые была учреждена в 1901 году, и по состоянию на 2024 год Нобелевскую премию получили 2 подданных Ирландского Свободного государства (до 1949 года), 5 граждан Ирландской Республики и 4 подданных Соединённого королевства, являющихся жителями Северной Ирландии (административно-политической части Великобритании): по одной в областях физики и физиологии и медицины, четыре по литературе и пять премий мира. Список лауреатов из Ирландии составлен по материалам официальных документов Нобелевского комитета, а в качестве национального рассматривается во многих ирландских источниках. Первым из них стал Уильям Батлер Йейтс, получивший в 1923 году премию в области литературы, а последним — Уильям Сесил Кэмпбелл, лауреат Нобелевской премии по физиологии и медицине в 2015 году.

## Лауреаты
| №  | Год  | Портрет              | Лауреат                                                                                        | Область               | Обоснование награды | Примечание                                                    | Ист.   |
| -- | ---- | -------------------- | ---------------------------------------------------------------------------------------------- | --------------------- | --- | ------------------------------------------------------------- | ------ |
| 1  | 1923 | Джозуэ Кардуччи      | Уильям Батлер Йейтс (1865—1939) ирл. William Butler Yeats                                      | Литература            | За его всегда вдохновенную поэзию, которая в высокохудожественной форме выражает дух целого народа Оригинальный текст (англ.)For his always inspired poetry, which in a highly artistic form gives expression to the spirit of a whole nation                                                           | [ ~ 2 ]                                                       | [ 14 ] |
| 2  | 1925 | Джордж Бернард Шоу   | Джордж Бернард Шоу (1856—1950) ирл. George Bernard Shaw                                        | Литература            | За творчество, отмеченное идеализмом и гуманизмом, за искромётную сатиру, которая часто сочетается с исключительной поэтической красотой Оригинальный текст (англ.)For his work which is marked by both idealism and humanity, its stimulating satire often being infused with a singular poetic beauty | Саму премию Шоу получил в 1926 году                           | [ 16 ] |
| 3  | 1951 | Эрнест Уолтон        | Эрнест Томас Синтон Уолтон (1903—1995) ирл. Ernest Thomas Sinton Walton                        | Физика                | За исследовательскую работу по превращению атомных ядер с помощью искусственно ускоряемых атомных частиц Оригинальный текст (англ.)for their pioneer work on the transmutation of atomic nuclei by artificially accelerated atomic particles                                                            | Премия получена совместно с Джоном Дугласом Кокрофтом         | [ 17 ] |
| 4  | 1969 | Сэмюэл Баркли Беккет | Сэмюэл Баркли Беккет (1906—1989) ирл. Samuel Barclay Beckett                                   | Литература            | За новаторские произведения в прозе и драматургии, в которых трагизм современного человека становится его триумфом Оригинальный текст (англ.)For his writing, which - in new forms for the novel and drama - in the destitution of modern man acquires its elevation                                    | [ ~ 2 ] [ ~ 3 ]                                               | [ 19 ] |
| 5  | 1974 | Шон Макбрайд         | Шон Макбрайд (1904—1988) ирл. Seán MacBride                                                    | Мир                   | За его усилия по обеспечению и развитию прав человека во всем мире Оригинальный текст (англ.)For his efforts to secure and develop human rights throughout the world | Премия разделена с Эйсаку Сато                                | [ 21 ] |
| 6  | 1976 | Бетти Уильямс        | Элизабет Уильямс (1943—2020) ирл. Elizabeth Williams урожд. Элизабет Смит ирл. Elizabeth Smyth | Мир                   | За отважные усилия по созданию движения за прекращение насильственного конфликта в Северной Ирландии Оригинальный текст (англ.)for the courageous efforts in founding a movement to put an end to the violent conflict in Northern Ireland                                                              | [ ~ 5 ]                                                       | [ 24 ] |
| 7  | 1976 | Мейрид Магуайр       | Мейрид Магуайр (род. 1944) ирл. Mairead Maguire урожд. Мейрид Корриган ирл. Mairead Corrigan   | Мир                   | За отважные усилия по созданию движения за прекращение насильственного конфликта в Северной Ирландии Оригинальный текст (англ.)for the courageous efforts in founding a movement to put an end to the violent conflict in Northern Ireland                                                              | [ ~ 5 ]                                                       | [ 24 ] |
| 8  | 1995 |                      | Шеймас Джастин Хини (1939—2013) ирл. Seamus Justin Heaney                                      | Литература            | За лирическую красоту и этическую глубину поэзии, открывающую перед нами удивительные будни и оживающее прошлое Оригинальный текст (англ.)For works of lyrical beauty and ethical depth, which exalt everyday miracles and the living past                                                              | —                                                             | [ 25 ] |
| 9  | 1998 | Джон Хьюм            | Джон Хьюм (1937—2020) ирл. John Hume                                                           | Мир                   | За их усилия по поиску мирного решения конфликта в Северной Ирландии Оригинальный текст (англ.)For their efforts to find a peaceful solution to the conflict in Northern Ireland | [ ~ 6 ]                                                       | [ 28 ] |
| 10 | 1998 | Уильям Дэвид Тримбл  | Уильям Дэвид Тримбл (1944—2022) ирл. William David Trimble                                     | Мир                   | За их усилия по поиску мирного решения конфликта в Северной Ирландии Оригинальный текст (англ.)For their efforts to find a peaceful solution to the conflict in Northern Ireland | [ ~ 6 ]                                                       | [ 28 ] |
| 11 | 2015 | Уильям Кэмпбелл      | Уильям Сесил Кэмпбелл (род. 1930) ирл. William Cecil Campbell                                  | Физиология и медицина | За открытия, касающиеся новых методов борьбы с инфекциями, вызываемыми паразитическими круглыми червями Оригинальный текст (англ.)for their discoveries concerning a novel therapy against infections caused by roundworm parasites                                                                     | Премия получена совместно с Сатоси Омурой и разделена с Ту Юю | [ 12 ] |